# Break the Ice
„Break the Ice” este un cântec al interpretei americane Britney Spears înregistrat pentru cel de-al cincilea ei album de studio, Blackout (2007). Piesa a fost lansată ca cel de-al treilea disc single extras de pe album la 4 martie 2008 prin Jive Records. Cântecul a fost compus de Nate „Danja” Hills, James „Jim Beanz” Washington, Keri Hilson și Marcella Araica, Hills ocupându-se de producție iar Washington de producția vocală. Inițial, „Radar” ar fi trebuit să fie cel de-al treilea single de pe album, însă „Break the Ice” a fost lansat în urma unui sondaj de opinie pe website-ul oficial al lui Spears. Din punct de vedere muzical, „Break the Ice” este un cântec electro-R&B cu influențe din muzica rave și crunk. Piesa începe cu un cor, urmat apoi de sintetizatoare. Versurile piesei vorbesc despre atracția dintre doi oameni. „Break the Ice” a primit recenzii pozitive din partea criticilor de specialitate, aceștia considerându-l o piesă electronică puternică de pe album.
Cântecul a avut parte de un succes moderat, devenind un șlagăr de top 10 în Belgia, Canada, Finlanda și Suedia și clasându-se în top 20 în Australia, Noua Zeelandă și alte țări europene. În Statele Unite, „Break the Ice” a ocupat 43 în clasamentul Billboard Hot 100, ajungând pe locul 1 în topul Hot Dance Club Songs. Videoclipul piesei „Break the Ice” a fost lansat la 12 martie 2008, fiind regizat de Robert Hales. Videoclipul animat cu influențe anime prezintă personajul de super-eroină a lui Spears din videoclipul piesei „Toxic”, distrugând un laboratorfoarte bine păzit cu numeroase clone, inclusiv una de a ei. Un remix pentru „Break the Ice” a fost folosit ca videoclip antract în timpul turneului The Circus Starring Britney Spears (2009), și a fost, de asemenea, interpretat în timpul spectacolului din Las Vegas Britney: Piece of Me.

## Informații generale
„Break the Ice” a fost compus de Nate „Danja” Hills, Marcella „Ms. Lago” Araica, Keri Hilson, James Washington și produs de Danja. Spears a început să lucreze cu Danja în luna iulie a anului 2006. Acesta a explicat că procesul creativ nu a fost dificil de vreme ce a fost „lăsat să fac cam tot ce am vrut”, și „dacă ea simțea, mergea mai departe. Dacă nu, puteai să vezi asta pe fața ei”. Spears a început să înregistreze cântecul în Las Vegas în august 2006, fiind însărcinată în șapte luni cu cel de-al doilea ei copil, Jayden James. Ședințele de înregistrare au continuat și acasă la Spears în Los Angeles, California, la trei săptămâni după ce a născut. Hison a comentat că „A dat 150% [...] Nu cunosc nici o altă mamă care să fi făcut asta”. „Radar” a fost, inițial, planificat spre a fi lansat ca cel de-al treilea disc single de pe Blackout, potrivit lui Ezekiel Lewis de la The Clutch. „Break the Ice” a fost ales ca single în urma unui sondaj de opinie pe website-ul oficial al lui Spears. La 11 februarie 2008, cântăreața a anunțat că piesa a câștigat cu un procent de 39% din voturile totale.

## Structura muzicală și versurile
{{Ascultă
| filename1 = BreakTheIceSample.ogg
| title1 = „Break the Ice”
| description1 = Acest fragment conține refrenul electro acompaniat de sintetizatoare. cu un groove pop moderat. Cântecul este scris în tonalitatea Fa minor cu un tempo de 120 bătăi pe minut. Potrivit Leah Greenblatt lui Entertainment Weekly, „Break the Ice” sună asemănător cu piesa lui Nelly Furtado, „Say It Right” (2006). Cântecul începe cu Spears cântând versurile „It's been a while / I know I shouldn't keep you waiting / But I'm here now” (ro.: „A trecut ceva vreme / Știu că n-ar fi trebuit să te fac să aștepți / Dar sunt aici acum”), versuri ce au fost interpretate drept scuze pentru perioada de pauză din industria muzicală. După acest vers, Spears cântă împreună cu un cor. Potrivit lui Chuck Arnold de la People, Spears oferă „o voce murmurată, specifică ei”. În primul vers apar și sintetizatoarele care sunt prezente până în cel de-al doilea refren. Spears oprește apoi cântecul și spune „I like this part / It feels kind of good” (ro.: „Îmi place partea asta / Se simte destul de bine”), imitând-o pe Janet Jackson în cântecul „Nasty” (1986). Muzica se schimbă, Tom Ewing de la Pitchfork Media descriind-o ca „[ceva care] sună precum mingi de sărit ce cad lent. Piesa este construită în forma comună vers-refren. Din punct de vedere al versurilor, piesa vorbește despre doi oameni în care unul dintre ei cere celuilalt să se cunoască reciproc și să spargă gheața.

## Receptare

### Critică
Eric R. Danton de la The Hartford Courant a numit „Break the Ice” una dintre cele mai bune piese de pe album, împreună cu „Radar” și „Hot as Ice”. Nick Levine de la Digital Spy a numit cântecul „o felie înfloritoare de electro R&B multi-stratificat”, adăugând că împreună cu „Radar”, „pot fi considerate printre cele mai avangardiste cântece ale muzicii pop din 2007”. Un recenzent de la Popjustice a spus că „[aceasta] este o piesă cu adevărat genială”. Stephen Thomas Erlewine de la Allmusic a fost de părere că unele cântece de pe  Blackout „scot într-adevăr în evidență abilitățile producătorilor”, dând exemplu „Gimme More”, „Radar”, „Break the Ice”, „Heaven on Earth” și „Hot as Ice”. El a mai considerat, de asemenea, cântecul ca „un electro-clip scadat”.
Jennifer Vineyard de la MTV a considerat că piesa ar fi fost un prim single mai bun decât 'Gimme More', [...] de vreme ce [Spears] se întoarce în vârf și își cere scuze pentru că a lipsit atât de mult din lumea muzicii”. Kelefe Sanneh de la The New York Times a spus că piesa a fost „aproape la fel de bună” ca single-urile anterioare: „Gimme More” și „Piece of Me”, descriind „Break the Ice” ca un „flirt inspirat din muzica rave”. Un critic de la Ottawa Citizen a considerat că „sunt multe lucruri care îmi plac la Break The Ice, Why Should I be Sad și Perfect Love[r]. Jim Abbott de la Orlando Sentinel a spus că „Din punct de vedere muzical, cântece precum „Piece of Me”, „Radar” și „Break the Ice” sunt exerciții robotizate unidimensionale”. Joan Anderman de la The Boston Globen a numit-o o „piesă de umplutură pentru club”.

### Comercială
În Statele Unite, „Break the Ice” a debutat în clasamentul Billboard Hot 100 la 15 martie 2008  pe locul 100. Poziția maximă a piesei a fost locul 43 la 24 mai 2008. Două săptămâni mai târziu, piesa a debutat pe locul 1 în clasamentul Billboard Hot Dance Club Songs, devenind cel de-al treilea single consecutiv de pe album care să ocupe poziția de top al clasamentului. Până în iulie 2010, „Break the Ice” s-a vândut în 688.000 de exemplare digitale în Statele Unite. În Canada, cântecul a debutat în clasamentul Canadian Hot 100 pe locul 97 la 1 martie 2008. La 26 aprilie 2008, piesa a ocupat locul 9, aceasta fiind poziția maximă. La 5 mai 2008, piesa a debutat pe locul 41 în clasamentul Australian ARIA Singles Chart. Poziția maximă a piesei a fost locul 33 la 19 mai 2008. În Noua Zeelandă, „Break the Ice” a debutat pe locul 37 la 7 aprilie 2008 ajungând pe locul 34 trei săptămâni mai târziu, poziția maximă. În România, cântecul a debutat pe locul 85 în clasamentul Romanian Top 100, cinci săptămâni mai târziu ajungând la poziția maximă, locul 17. „Break the Ice” a debutat în clasamentul UK Singles Chart pe locul 36 la 31 martie 2008. La 20 aprilie 2008, acesta a ocupat locul 15, poziția sa maximă. Piesa a avut, de asemenea, un succes moderat prin Europa, devenind un șlagăr de top 10 în Belgia (Flandra și Valonia) și Finlanda, și clasându-se în top 20 în Danemarca și Suedia. În Danemarca, „Break the Ice” a primit o certificare cu disc de aur din partea International Federation of the Phonographic Industry (IFPI) pentru vânzarea a 7.500 de exemplare.

## Videoclipul
Inițial, remixul realizat în colaborare cu Fabolous ar fi trebuit să fie lansat ca cel de-al treilea disc single de pe album, iar videoclipul ar fi trebuit să aibă o secvență cu Britney dansând pe un scaun; cu toate acestea, datorită vieții personale ieșite de sub control, totul a fost anulat și a fost înlocuit cu un videoclip animat.
Videoclipul muzical filmat în februarie 2008.  pentru „Break the Ice” a fost creat într-un stil de animație cu influențe de anime în Coreea de Sud, regizat de Robert Hales. Conceptul videoclipului a fost idea lui Spears, aceasta cerând casei de discuri Jive Records să vină cu un videoclip bazat pe personajul ei de super-eroină din videoclipul piesei „Toxic”. Premiera videoclipului a avut loc la 12 martie 2008 pe BlackoutBall.com, un website creat exclusiv pentru videoclip, acolo unde fanii puteau accesa și o cameră de chat.
Videoclipul piesei începe cu Spears purtând un costum mulat și o pereche de cizme negre până la genunchi, stând pe acoperișul unei clădiri și privind orașul futuristic. În timp ce primul vers începe, aceasta apare într-un centru de cercetare și se luptă cu infractori îmbrăcați în costume. Spears sfârșește obținând accesul într-un laborator extrem de securizat și se plimbă printre raioanele clonelor păstrare în coconi cu lichid. Aceasta își vede propria clonă, o sărută și atașează o bombă pe rezervor. După aceea, Spears se infiltrează în apartamentul ticălosului, îl sărută, după care îl distruge, dezvăluindu-se faptul că acesta era robot. De acolo, Spears se ferește de un glonț și pornește panică printre acoliții veniți ca întăriri, în vreme ce cronometrul bombei merge din ce în mai încet. În continuare, o explozie puternică are loc în clădire, Spears sărind de pe ea. Videoclipul se încheie cu fraza „To be continued...” (ro.: „Va urma...”).

## Interpretări live
Un remix pentru „Break the Ice” a fost folosit ca videoclip antract în timpul turneului The Circus Starring Britney Spears (2009). Piesa a fost interpretată pentru prima dată în 2013, în timpul spectacolului rezidențial Britney: Piece of Me în Las Vegas. La mijlocul interpretării piesei „Gimme More”, Spears cântă un fragment din „Break the Ice” în timp ce ea și dansatorii ei poartă cămăși în carouri asemănătoare cu cele ale cowboyilor, urmat de o scenă de dans care aduce un omagiu pentru Michael Jackson, apoi urmează „Piece of Me”. În versiunea remodernizată a concertului, în 2016, cântecul a fost mutat în primul act și are parte de o coregrafie diferită. O interpretare similară a fost realizată de Spears la ediția din 2016 a Apple Music Festival la 27 septembrie 2016.

## Lista pieselor
| - CD single 1. "Break the Ice" — 3:16 2. "Everybody" — 3:16 - CD maxi single 1. "Break the Ice" — 3:16 2. "Break the Ice" (Kaskade Remix) — 5:28 3. "Break the Ice" (Tracy Young Mix) — 6:32 4. "Break the Ice" (Tonal Remix) — 4:52 5. "Break the Ice" (Video Enhancement) — 3:22 - 12" vinyl – Remixuri 1. "Break the Ice" (Kaskade Remix) — 5:31 2. "Break the Ice" (Jason Nevins Rock Remix) — 3:24 3. "Break the Ice" (Tonal Remix) — 4:52 4. "Break the Ice" (Mike Rizzo Funk Generation Dub) — 7:18 5. "Break the Ice" (Tracy Young Club Mix) — 8:51 6. "Break the Ice" (Doug Grayson Remix) — 4:43 | - Descărcare digitală – EP 1. "Break the Ice" — 3:16 2. "Break the Ice" (Jason Nevins Rock Remix) — 3:16 3. "Break the Ice" (Kaskade Remix) — 5:28 - Descărcare digitală – Remixuri 1. "Break the Ice" (Jason Nevins Extended) — 6:18 2. "Break the Ice" (Jason Nevins Dub) — 6:57 3. "Break the Ice" (Mike Rizzo Generation Club Mix) — 6:41 4. "Break the Ice" (Mike Rizzo Generation Dub) — 7:14 5. "Break the Ice" (Tracy Young Club Mix) — 8:50 6. "Break the Ice" (Tracy Young Dub) — 8:28 |

## Personal
Lista de angajați care au lucrat la „Break the Ice” este preluată din broșura albumului Blackout.
- Britney Spears – voce principală
- Nate "Danja" Hills – textier, producător
- Marcella Araica – textier, instrumente, programare, mixare
- Keri Hilson – înregistrare, voce de fundal
- James Washington – textier
- Jim Beanz – voce de fundal

## Clasamente
| Țară (clasament)                                 | Poziția maximă | Referință |
| ------------------------------------------------ | -------------- | --------- |
| Australia (ARIA)                                 | 23             | [ 42 ]    |
| Austria (Ö3 Austria Top 40)                      | 39             | [ 43 ]    |
| Belgia (Ultratop 50 Flandra)                     | 7              | [ 44 ]    |
| Belgia (Ultratop 50 Valonia)                     | 3              | [ 45 ]    |
| Canada (Canadian Hot 100)                        | 9              | [ 46 ]    |
| Cehia (Rádio Top 100)                            | 15             | [ 47 ]    |
| Danemarca (Tracklisten)                          | 13             | [ 48 ]    |
| Elveția (Schweizer Hitparade)                    | 63             | [ 49 ]    |
| European Hot 100 Singles                         | 31             | [ 50 ]    |
| Finlanda (Suomen virallinen lista)               | 8              | [ 51 ]    |
| Germania (GfK Entertainment Charts)              | 25             | [ 52 ]    |
| Italia (FIMI)                                    | 9              | [ 53 ]    |
| Noua Zeelandă (Recorded Music NZ)                | 24             | [ 54 ]    |
| Țările de Jos (Bubbling Under Hot 100 Singles)   | 61             | [ 55 ]    |
| Regatul Unit (UK Singles Chart)                  | 15             | [ 56 ]    |
| România (Romanian Top 100)                       | 17             | [ 57 ]    |
| Suedia (Sverigetopplistan)                       | 11             | [ 58 ]    |
| Statele Unite ale Americii (Billboard Hot 100)   | 43             | [ 59 ]    |
| Statele Unite ale Americii (Billboard Pop Songs) | 21             | [ 60 ]    |
| Statele Unite ale Americii (Hot Dance/Club Play) | 1              | [ 61 ]    |

| Țară (clasament)                | Poziția maximă | Referință |
| ------------------------------- | -------------- | --------- |
| Canada (Canadian Singles Chart) | 58             | [ 62 ]    |
| Suedia (Swedish Singles Chart)  | 76             | [ 63 ]    |

## Certificări
| \| Țara \| Vânzări/ puncte \| Certificare \| Referințe \| \| -------------------------- \| --------------- \| ----------- \| --------- \| \| Danemarca (IFPI Danemarca) \| +7,500 \| \| [64] \| | Note - reprezintă „disc de aur”; |             |           |
| Țara | Vânzări/ puncte                  | Certificare | Referințe |
| Danemarca (IFPI Danemarca) | +7,500                           |             | [ 64 ]    |

## Datele lansărilor
| Country                    | Date            | Format                    | Label    |
| -------------------------- | --------------- | ------------------------- | -------- |
| Statele Unite ale Americii | 4 martie 2008   | Difuzare radio            | Jive RCA |
| Statele Unite ale Americii | 4 martie 2008   | Rhythmic radio            | Jive RCA |
| Italia                     | 21 martie 2008  | Descărcare digitală       | Sony     |
| Spania                     | 21 martie 2008  | Descărcare digitală       | Sony     |
| Regatul Unit               | 21 martie 2008  | Descărcare digitală       | RCA      |
| Irlanda                    | 4 aprilie 2008  | Descărcare digitială (EP) | Sony     |
| Țările de Jos              | 4 aprilie 2008  | Descărcare digitială (EP) | Sony     |
| Finlanda                   | 7 aprilie 2008  | Descărcare digitială (EP) | Sony     |
| Norvegia                   | 7 aprilie 2008  | Descărcare digitială (EP) | Sony     |
| Spania                     | 7 aprilie 2008  | Descărcare digitială (EP) | Sony     |
| Regatul Unit               | 7 aprilie 2008  | Descărcare digitială (EP) | RCA      |
| Regatul Unit               | 14 aprilie 2008 | CD single                 | RCA      |
| Uniunea Europeană          | 3 martie 2008   | CD single                 | Sony     |
| Uniunea Europeană          | 3 martie 2008   | Maxi single               | Sony     |
| Noua Zeelandă              | 10 mai 2008     | Descărcare digitală       | Sony     |
| Luxemburg                  | 30 mai 2008     | Descărcare digitală       | Sony     |

## Legături externe
- Videoclipul oficial al piesei pe "Vevo" pe YouTube
- Versurile complete ale acestei piese pe MetroLyrics